# Ornithogalum ocellatum
Ornithogalum ocellatum är en sparrisväxtart som beskrevs av Franz Speta. Ornithogalum ocellatum ingår i släktet stjärnlökar, och familjen sparrisväxter. Inga underarter finns listade i Catalogue of Life.